# Tatra 97
De Tatra 97 is een auto met heckmotor die werd geproduceerd door de Tsjechische auto- en vrachtwagenfabriek Tatra. De T97 werd van 1936 tot en met 1939 gebouwd. 
De T97 was bedoeld als kleiner alternatief voor de T87. De T97 werd aangedreven door een 1,8-liter motor. De auto kon  een topsnelheid van 130 kilometer per uur bereiken. De productie van de auto werd gestopt na de Duitse bezetting van Tsjechoslowakije, mogelijk om een vergelijking met de KdF-Wagen te vermijden. 

## Gelijkenis met KdF-Wagen / Volkswagen Kever
Het, voor die tijd, gestroomlijnde ontwerp en de technische specificaties geven de T97 een opvallende gelijkenis met de KdF-Wagen van Volkswagen, die later de Volkswagen Kever genoemd zou worden. Er wordt aangenomen dat Volkswagen de ontwerpen van Tatra heeft gebruikt bij het ontwerp van de Volkswagen. Ferdinand Porsche, ontwerper bij Volkswagen, zou zijn beïnvloed door de ontwerpen van Hans Ledwinka, de toenmalige ontwerper bij Tatra. Tatra wilde een schadevergoeding van Porsche, en begon een rechtszaak. Deze werd gestopt door het uitbreken van de Tweede Wereldoorlog. Na de oorlog werd de rechtszaak tegen Volkswagen heropend. In 1961 werd de zaak uiteindelijk geregeld; Volkswagen betaalde aan Tatra 3 miljoen Duitse mark schadevergoeding.
|  |  |  |